# Pycnodonte taniguchii
Pycnodonte taniguchii is een tweekleppigensoort uit de familie van de Gryphaeidae. De wetenschappelijke naam van de soort is voor het eerst geldig gepubliceerd in 1992 door Hayami & Kase.